# 神奈川大学野球連盟
神奈川大学野球連盟（かながわだいがくやきゅうれんめい）は、神奈川県内に所在する大学の硬式野球部で構成された野球リーグである。全日本大学野球連盟の傘下団体。

## 略史
終戦4年後の1949年に横浜四大学野球野球連盟として発足し、同年に総当たりのリーグ戦を開始。その後の所属校の加盟・脱退にともない連盟名称を度々変更し現在に至る。連盟発足当初は、1947年発足の全国新制大学野球連盟の関東地区に編入され新制大学野球選手権に出場し、当時の横浜市立大学チームは新制大学選手権での強豪として鳴らしていた。1952年の全日本大学野球連盟の発足に伴いそのまま関東地区（後の東部地区大学野球連盟）として移行。
当時の関東地区代表決定戦（東部地区代表決定戦）には本連盟の代表校が出場したのか、それとも全所属校が出場できたのか、当時の代表決定戦のシステムの様子が確認できるものが見当たらない為不明。
全日本大学野球選手権大会への代表枠に関しては、その後、連盟単独としての出場枠を得ることになるが、新制大学野球連盟から移行した全国の連盟の中では比較的早い時期にその権利を与えられた。但し、明治神宮野球大会への出場枠に関しては、当初は関東地区で代表決定戦を行なっていたが、その後は長い間1年置きでの出場権という特異な出場形態が採られ続けてきた。2005年からは関東地区としての代表決定戦が復活した。

## 沿革
- 1949年　横浜四大学野球連盟として設立（初期の加盟校は横浜国立大学、横浜市立大学、神奈川大学、関東学院大学）。
- 1952年　全日本大学野球連盟発足に伴い、関東地区（後の東部地区大学野球連盟）内に編入。（代表決定戦への参加形態は不明）
- 1956年　横浜五大学野球連盟に改称。
- 1964年　関東五大学野球連盟と改称。
- 1965年　全日本大学野球選手権大会の出場枠拡大に伴い東部地区から独立。単独代表権を得る。
- 1966年　神奈川五大学野球連盟と改称。
- 1968年　明治維新百年記念明治神宮野球大会に連盟選抜チームが出場。
- 1970年　明治神宮野球大会が開始され連盟代表が出場。
- 1973年　明治神宮野球大会における代表枠が関東地区に編入され連盟代表が地区代表決定戦に出場。
- 1977年　神奈川六大学野球連盟と改称。
- 1979年　神奈川大学野球連盟と改称。
- 1981年　明治神宮野球大会における代表枠が隔年での出場となる。同年は当連盟代表が出場。
- 1982年　加盟校増加に伴い2部リーグ創設。
- 1993年　全日本大学野球選手権大会において関東学院大学が連盟代表として初の準優勝。
- 2003年　明治神宮野球大会において神奈川大学が連盟代表として初の準優勝。
- 2005年　明治神宮野球大会における代表枠が関東地区として編入され連盟の代表校が地区代表決定戦に出場。
- 2013年　第43回明治神宮野球大会において桐蔭横浜大学が連盟代表として初の優勝。
- 2020年 新型コロナウイルスの影響により春季リーグ戦は中止。秋季は2回戦総当たり勝率制で実施。

## チーム数の変遷
| 年・期     | 全チーム数 | 1部 | 2部 | 備考 |
| ---------- | ---------- | --- | --- | --- |
| 1949年     | 4          | 4   | -   | 横浜四大学野球連盟発足（春季のみの1季制）                                                                                |
| 1950年春季 | 5          | 5   | -   | 東京水産大学（現：東京海洋大学）が加盟 神奈川県下五大学野球連盟に改称し、春秋の2季制に変更                               |
| 1952年春季 | 6          | 6   | -   | 麻布獣医科大学（現：麻布大学）が加盟 神奈川県下六大学野球連盟に改称                                                      |
| 1952年春季 | 5          | 5   | -   | 麻布獣医科大学が脱退 |
| 1954年春季 | 4          | 4   | -   | 東京水産大学が脱退 横浜四大学野球連盟に改称                                                                              |
| 1956年春季 | 5          | 5   | -   | 防衛大学校が加盟 横浜五大学野球連盟に改称 （1964年から関東五大学野球連盟、1966年から神奈川五大学野球連盟に改称）         |
| 1977年秋季 | 6          | 6   | -   | 幾徳工業大学（現：神奈川工科大学）が加盟 神奈川六大学野球連盟に改称                                                      |
| 1982年     | 10         | 6   | 4   | 2部リーグ創設（春秋は不明） 神奈川歯科大学､東京工芸大学､横浜商科大学､鶴見大学が加盟 神奈川大学野球連盟に改称（春季より） |
| 2002年春季 | 9          | 6   | 3   | 神奈川歯科大学が脱退 |
| 2004年春季 | 10         | 6   | 4   | 田園調布学園大学が加盟                                                                                                   |
| 2006年春季 | 11         | 6   | 5   | 桐蔭横浜大学が加盟 |
| 2007年春季 | 12         | 6   | 6   | 職業能力開発総合大学校が加盟                                                                                             |
| 2009年春季 | 13         | 6   | 7   | 松蔭大学が加盟 |
| 2015年春季 | 12         | 6   | 6   | 職業能力開発総合大学が脱退                                                                                               |
| 2025年春季 | 11         | 6   | 5   | 田園調布学園大学が脱退                                                                                                   |

## 運営方法

### 構成
加盟校数の関係から前シーズンの成績を基にした各部6校構成を基準に1部,2部に分けたブロック運営を行なっている。
最上位リーグを1部リーグ、下位リーグを2部と称する。

### 対戦方法
春季と秋季にそれぞれリーグ戦を実施。また各シーズン終了後に各部の間で入れ替え戦を実施する。

#### 1部
春秋共に2戦先勝方式の総当たりによる勝ち点制。（引き分けは再試合）

#### 2部
- 所属校数3校の時代（神奈川歯科大学脱退から田園調布学園大学加盟前まで）
  - 春秋共に3回戦総当たりによる勝率制。
- 所属校数4校以上6校以下の時代
  - 1部と同じ。
- 所属校数7校以上の時代
  - 2戦固定の勝率制

#### 2戦先勝方式
同一の対戦校に対して先に2勝したチームがその相手校との対戦に勝利したとして対戦を終了する。（1勝1敗の場合は第3戦を行い決着を付ける。）

### 順位決定方法

#### 勝ち点制
同一対戦校に勝ち越した場合に勝ち点1を獲得し、勝ち点が多い方が上位。勝ち点が同じ場合は全体の勝率比較によって順位を決定。
勝ち点も勝率も同じ場合は、優劣の決定が必要な場合に限り決定戦（プレイオフ）を行なう。
決定戦の成績はリーグ戦の成績に加算しない。

#### 勝率制
当該チームの全勝数を引き分け数を除いた全試合数で割った数値（勝率）が高いチームを上位とする。勝率が同じ場合は、優劣の決定が必要な場合に限り決定戦（プレイオフ）を行なう。
決定戦の成績はリーグ戦の成績に加算しない。

### 入れ替え戦
各部のリーグ戦の終了後に上位リーグの最下位校と下位リーグの優勝校との間で対戦を組み、勝者チームを次シーズンの上位リーグの所属とする。（敗者チームは次シーズンは下位リーグ所属となる。）
対戦方法は2戦先勝方式。

## 試合会場
横浜スタジアム、相模原市立相模原球場、神奈川県立保土ヶ谷公園硬式野球場、神奈川工科大学KAITスタジアム、関東学院大学球場、俣野公園野球場

1部リーグは横浜スタジアム（全試合）と公営球場、関東学院大学球場の2回戦までは有料（一般\1,000、学生及び65歳以上\500）となる。

## 歴代優勝

### 歴代優勝チーム・入れ替え戦の結果
平成以降の成績
- ◎：明治神宮野球大会出場権獲得
- ☆：全国大会優勝
- ○：入れ替え戦の勝者
- ●：入れ替え戦の敗者

| 開催年 | 1部優勝                                      | 1部・2部入れ替え戦                           | 1部・2部入れ替え戦                           |
| 開催年 | 1部優勝                                      | 1部最下位                                    | 2部優勝                                      |
| ------ | -------------------------------------------- | -------------------------------------------- | -------------------------------------------- |
| 1989春 | 神奈川大学                                   | 横浜国立大学                                 | 優勝校不明                                   |
| 1989秋 | 関東学院大学◎                                | 横浜国立大学○                                | 横浜市立大学●                                |
| 1990春 | 横浜商科大学                                 | 横浜国立大学○                                | 東京工芸大学●                                |
| 1990秋 | 神奈川大学                                   | 防衛大学校○                                  | 横浜市立大学●                                |
| 1991春 | 神奈川大学                                   | 防衛大学校○                                  | 横浜市立大学●                                |
| 1991秋 | 神奈川大学◎                                  | 防衛大学校●                                  | 横浜市立大学○                                |
| 1992春 | 神奈川大学                                   | 横浜国立大学○                                | 防衛大学校●                                  |
| 1992秋 | 神奈川大学                                   | 横浜市立大学○                                | 防衛大学校●                                  |
| 1993春 | 関東学院大学                                 | 横浜市立大学○                                | 防衛大学校●                                  |
| 1993秋 | 関東学院大学◎                                | 横浜市立大学●                                | 防衛大学校○                                  |
| 1994春 | 神奈川大学                                   | 防衛大学校●                                  | 横浜市立大学○                                |
| 1994秋 | 関東学院大学                                 | 横浜市立大学○                                | 防衛大学校●                                  |
| 1995春 | 関東学院大学                                 | 横浜市立大学●                                | 防衛大学校○                                  |
| 1995秋 | 関東学院大学◎                                | 防衛大学校●                                  | 横浜市立大学○                                |
| 1996春 | 横浜商科大学                                 | 横浜市立大学○                                | 防衛大学校●                                  |
| 1996秋 | 横浜商科大学                                 | 横浜市立大学○                                | 防衛大学校●                                  |
| 1997春 | 関東学院大学                                 | 横浜市立大学○                                | 防衛大学校●                                  |
| 1997秋 | 関東学院大学◎                                | 横浜国立大学○                                | 防衛大学校●                                  |
| 1998春 | 関東学院大学                                 | 横浜市立大学○                                | 防衛大学校●                                  |
| 1998秋 | 関東学院大学                                 | 横浜市立大学○                                | 防衛大学校●                                  |
| 1999春 | 関東学院大学                                 | 横浜市立大学○                                | 防衛大学校●                                  |
| 1999秋 | 神奈川大学◎                                  | 横浜市立大学○                                | 鶴見大学●                                    |
| 2000春 | 関東学院大学                                 | 横浜市立大学○                                | 防衛大学校●                                  |
| 2000秋 | 関東学院大学                                 | 横浜市立大学○                                | 防衛大学校●                                  |
| 2001春 | 横浜商科大学                                 | 横浜国立大学○                                | 防衛大学校●                                  |
| 2001秋 | 関東学院大学◎                                | 横浜市立大学○                                | 防衛大学校●                                  |
| 2002春 | 関東学院大学                                 | 横浜市立大学○                                | 防衛大学校●                                  |
| 2002秋 | 関東学院大学                                 | 横浜市立大学○                                | 防衛大学校●                                  |
| 2003春 | 関東学院大学                                 | 横浜市立大学○                                | 鶴見大学●                                    |
| 2003秋 | 神奈川大学◎                                  | 神奈川工科大学○                              | 防衛大学校●                                  |
| 2004春 | 神奈川大学                                   | 横浜市立大学●                                | 鶴見大学○                                    |
| 2004秋 | 神奈川大学                                   | 鶴見大学○                                    | 防衛大学校●                                  |
| 2005春 | 関東学院大学                                 | 神奈川工科大学○                              | 田園調布学園大学●                            |
| 2005秋 | 関東学院大学                                 | 横浜国立大学○                                | 防衛大学校●                                  |
| 2006春 | 関東学院大学                                 | 横浜国立大学●                                | 桐蔭横浜大学○                                |
| 2006秋 | 関東学院大学                                 | 桐蔭横浜大学●                                | 横浜国立大学○                                |
| 2007春 | 関東学院大学                                 | 横浜国立大学●                                | 桐蔭横浜大学○                                |
| 2007秋 | 関東学院大学                                 | 神奈川工科大学○                              | 横浜国立大学●                                |
| 2008春 | 神奈川大学                                   | 鶴見大学○                                    | 横浜国立大学●                                |
| 2008秋 | 横浜商科大学                                 | 神奈川工科大学○                              | 横浜国立大学●                                |
| 2009春 | 桐蔭横浜大学                                 | 鶴見大学●                                    | 横浜国立大学○                                |
| 2009秋 | 神奈川大学                                   | 横浜国立大学●                                | 鶴見大学○                                    |
| 2010春 | 桐蔭横浜大学                                 | 神奈川工科大学○                              | 横浜国立大学●                                |
| 2010秋 | 関東学院大学◎（注1）                         | 神奈川工科大学○                              | 横浜市立大学●                                |
| 2011春 | 横浜商科大学                                 | 神奈川工科大学○                              | 横浜国立大学●                                |
| 2011秋 | 桐蔭横浜大学◎                                | 神奈川工科大学○                              | 横浜国立大学●                                |
| 2012春 | 関東学院大学                                 | 神奈川工科大学●                              | 横浜国立大学○                                |
| 2012秋 | 桐蔭横浜大学◎☆                               | 横浜国立大学●                                | 神奈川工科大学○                              |
| 2013春 | 桐蔭横浜大学                                 | 鶴見大学●                                    | 松蔭大学○                                    |
| 2013秋 | 桐蔭横浜大学◎                                | 松蔭大学○                                    | 鶴見大学●                                    |
| 2014春 | 神奈川大学                                   | 松蔭大学●                                    | 鶴見大学○                                    |
| 2014秋 | 桐蔭横浜大学                                 | 鶴見大学○                                    | 松蔭大学●                                    |
| 2015春 | 神奈川大学                                   | 鶴見大学●                                    | 横浜国立大学○                                |
| 2015秋 | 桐蔭横浜大学                                 | 横浜国立大学○                                | 横浜市立大学●                                |
| 2016春 | 桐蔭横浜大学                                 | 横浜国立大学●                                | 鶴見大学○                                    |
| 2016秋 | 神奈川大学                                   | 鶴見大学●                                    | 松蔭大学○                                    |
| 2017春 | 桐蔭横浜大学                                 | 松蔭大学●                                    | 鶴見大学○                                    |
| 2017秋 | 関東学院大学                                 | 鶴見大学●                                    | 横浜国立大学○                                |
| 2018春 | 神奈川大学                                   | 横浜商科大学○                                | 東京工芸大学●                                |
| 2018秋 | 神奈川大学                                   | 横浜国立大学○                                | 鶴見大学●                                    |
| 2019春 | 桐蔭横浜大学                                 | 神奈川工科大学○                              | 松蔭大学●                                    |
| 2019秋 | 関東学院大学                                 | 横浜国立大学●                                | 鶴見大学○                                    |
| 2020春 | 新型コロナウイルス感染症の影響により開催中止 | 新型コロナウイルス感染症の影響により開催中止 | 新型コロナウイルス感染症の影響により開催中止 |
| 2020秋 | 桐蔭横浜大学                                 | 鶴見大学（注2）                              | 松蔭大学（注2）                              |
| 2021春 | 桐蔭横浜大学                                 | 松蔭大学（注3）○                             | 横浜国立大学●                                |
| 2021秋 | 神奈川大学◎                                  | 松蔭大学●                                    | 横浜国立大学○                                |
| 2022春 | 神奈川大学                                   | 横浜国立大学○                                | 松蔭大学●                                    |
| 2022秋 | 桐蔭横浜大学                                 | 横浜国立大学○                                | 鶴見大学●                                    |
| 2023春 | 桐蔭横浜大学                                 | 横浜国立大学○                                | 松蔭大学●                                    |
| 2023秋 | 桐蔭横浜大学                                 | 神奈川工科大学○                              | 鶴見大学●                                    |
| 2024春 | 桐蔭横浜大学                                 | 横浜国立大学○                                | 松蔭大学●                                    |
| 2024秋 | 神奈川大学                                   | 横浜国立大学○                                | 松蔭大学●                                    |
| 2025春 | 神奈川大学                                   | 横浜国立大学●                                | 松蔭大学○                                    |

- （注1）：明治神宮大会に出場したのはリーグ2位で代表決定戦に出場し、出場権を勝ち取った神奈川大学。
- （注2）：新型コロナウイルスの影響により、入替戦を実施せずに2部優勝の松蔭大学は自動昇格となった。
- （注3）：チーム数を元に戻す（7→6）ため7位の鶴見大学は自動降格、6位の松蔭大学が入れ替え戦出場となった。

### リーグ優勝回数
2025年春季リーグ終了時点
1部リーグ
| 優勝回数 | 大学         |
| -------- | ------------ |
| 58       | 神奈川大学   |
| 56       | 関東学院大学 |
| 17       | 桐蔭横浜大学 |
| 13       | 横浜市立大学 |
| 6        | 横浜商科大学 |
| 1        | 横浜国立大学 |

2部リーグ
優勝は判明分のみ。
| 優勝回数 | 大学                                         |
| -------- | -------------------------------------------- |
| 26       | 防衛大学校                                   |
| 13       | 横浜国立大学                                 |
| 12       | 鶴見大学                                     |
| 10       | 横浜市立大学 松蔭大学                        |
| 2        | 桐蔭横浜大学 東京工芸大学                    |
| 1        | 横浜商科大学 田園調布学園大学 神奈川工科大学 |

### 全国大会成績
※大学選手権＝全日本大学野球選手権大会出場回数、神宮大会＝明治神宮大会出場回数。（大学選手権と神宮大会の実績はリーグ発足以前も含む）
| 学校         | 最終出場大会      | 全国大会 合計出場回数 | 大学選手権 | 神宮大会 | 備考                                                         |
| ------------ | ----------------- | --------------------- | ---------- | -------- | ------------------------------------------------------------ |
| 関東学院大学 | 2007年 大学選手権 | 37                    | 27         | 10       | 全日本大学野球選手権大会準優勝：1回 明治神宮大会ベスト4：2回 |
| 神奈川大学   | 2025年 大学選手権 | 36                    | 28         | 8        | 全日本大学野球選手権大会準優勝：1回 明治神宮大会準優勝：1回  |
| 桐蔭横浜大学 | 2024年 大学選手権 | 12                    | 9          | 3        | 明治神宮大会優勝：1回                                        |
| 横浜商科大学 | 2011年 大学選手権 | 4                     | 4          | 0        |                                                              |
| 横浜市立大学 | 1962年 大学選手権 | 4                     | 4          | 0        | 全日本大学野球選手権大会ベスト4：2回                         |

## 加盟大学
- 2025年度秋季リーグ戦開幕時

### 1部リーグ
- 桐蔭横浜大学
- 横浜商科大学
- 神奈川大学
- 関東学院大学
- 神奈川工科大学
- 松蔭大学

### 2部リーグ
- 横浜国立大学
- 鶴見大学
- 横浜市立大学
- 東京工芸大学
- 防衛大学校

### かつて参加していた大学
- 東京水産大学（現：東京海洋大学、1950年春季より加盟、1954年春季限りで脱退し東京新大学野球連盟へ移籍）
- 麻布獣医科大学（1952年春季より加盟、1953年春季限りで脱退）
- 神奈川歯科大学（1982年春季より加盟、2001年秋季限りで脱退）
- 職業能力開発総合大学校（2007年春季より加盟、2014年秋季限りで休部に伴い脱退）
- 田園調布学園大学（2004年春季より加盟、2024年春季、秋季は出場辞退、同年限りで脱退）